# Visar Morina

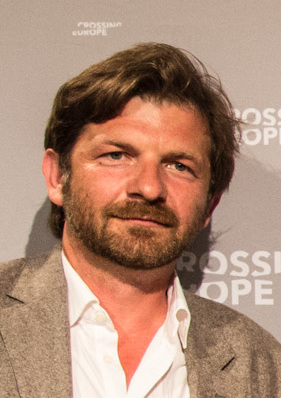
Visar Morina (2021)

Visar Morina (* 1979 in Pristina) ist ein im Kosovo geborener und seit seiner Jugend in Deutschland lebender Filmregisseur und Drehbuchautor, der sowohl für seine Kurzfilme, als auch seine Langfilme mit zahlreichen deutschen und internationalen Preisen ausgezeichnet wurde.

## Leben
Visar Morina, der 1979 in Pristina im Kosovo geboren wurde, der damals zu Jugoslawien gehörte, kam mit 15 Jahren nach Deutschland. Zwischen 2000 und 2004 arbeitete er an verschiedenen Film- und Theaterprojekten, unter anderem als Regieassistent an der Volksbühne Berlin. Anschließend studierte er Regie und Drehbuch an der Kunsthochschule für Medien Köln. Sein Abschlussfilm Der Schübling feierte beim Max Ophüls Festival seine Premiere und wurde auch auf ARTE ausgestrahlt. Nach dem Abschluss des Studiums im Jahr 2009 drehte er seinen letzten Kurzfilm Von Hunden und Tapeten, der 2013 im Internationalen Wettbewerb in Locarno lief und unter anderem für den Deutschen Kurzfilmpreis 2014 nominiert war.
Auf diese Kurzfilme folgte 2014 Morinas Langfilmdebüt Babai als Regisseur und Drehbuchautor. In der Vater-Sohn-Geschichte erzählt er von dem 10-jährigen Nori und seinem alleinerziehender Vater Gesim, die in einer ländlichen Region des Kosovo leben. Sie durchstreifen die Straßen, verkaufen Zigaretten und verdienen kaum ihren Lebensunterhalt. Als Gezim wenige Jahre nach dem Fall der Berliner Mauer nach Deutschland gelockt wird, lässt er seinen Sohn auf der Suche nach einem neuen Leben zurück, doch Nori begibt sich auf der Suche nach seinem Vater auf eine gefährliche Reise nach Deutschland. Morina erinnert sich. „Es gibt kaum Szenen in dem Film, die ich nicht selbst oder aber im unmittelbaren Umfeld erlebt habe.“ Babai war 2016 der Oscar-Beitrag des Kosovo und kam im März 2016 in die deutschen Kinos.
Morinas zweiter Langfilm Exil feierte im Januar 2020 beim Sundance Film Festival seine Premiere und wurde im Februar 2020 im Rahmen der Filmfestspiele in Berlin in der Sektion Panorama vorgestellt. Das Drehbuch zu Exil wurde bereits 2018 mit dem Deutschen Drehbuchpreis ausgezeichnet. Noch vor der Premiere seines Films in Sundance wurde Morina gemeinsam mit u. a. den Regiekolleginnen Nora Fingscheidt (Systemsprenger), Leonie Krippendorff (Kokon) und Sudabeh Mortezai (Joy) vom amerikanischen Branchenblatt Variety zu den „10 Europeans to Watch 2020“ gezählt. Im Oktober 2020 wurde bekannt, dass Exil von Kosovo als Beitrag für die Oscarverleihung 2021 in der Kategorie Bester Internationaler Film eingereicht wurde.

## Filmografie (Auswahl)
- 2010: Der Schübling (Kurzfilm)
- 2013: Von Hunden und Tapeten (Kurzfilm)
- 2015: Babai
- 2020: Exil
- 2021: Flüstern in stehenden Zügen (gestreamter Live-Film, Münchner Kammerspiele)

## Auszeichnungen (Auswahl)
Baumi Script Development Award
- 2022: Auszeichnung (Hatixhe and Shaban)[12]

Crossing Europe
- 2016: Auszeichnung mit dem Crossing Europe Award (Babai)[13]

Deutscher Drehbuchpreis
- 2018: Auszeichnung mit der Goldenen Lola (Exil)

Deutscher Kurzfilmpreis
- 2014: Nominierung als Bester Kurzfilm (Von Hunden und Tapeten)

Fernsehfilmfestival Baden-Baden
- 2016: Auszeichnung mit dem MFG Star (Babai)

Filmfestival Cottbus
- 2015: Auszeichnung mit dem First Work Award der Studentenjury (Babai)[14]

Filmfest München
- 2015:	Auszeichnung mit dem One Future Preis (Babai)
- 2015: Auszeichnung mit dem Young German Cinema Award für Regie (Babai)
- 2015: Auszeichnung für das Beste Drehbuch (Babai)

Förderpreis Neues Deutsches Kino
- 2015: Auszeichnung mit dem Förderpreis Regie (Babai)
- 2015: Auszeichnung mit dem Förderpreis Drehbuch (Babai)

Internationales Filmfestival Karlovy Vary
- 2015: Auszeichnung für die Beste Regie (Babai)
- 2015: Auszeichnung Label Europa Cinemas (Babai)
- 2015: Nominierung für den Kristallglobus (Babai)

Locarno Film Festival
- 2013: Nominierung für den Pardino d’oro  - Leopards of Tomorrow im internationalen Wettbewerb (Von Hunden und Tapeten)

Prague International Film Festival – Febiofest
- 2021: Auszeichnung mit dem Amnesty International Febiofest Award (Exil)[15]

Preis der deutschen Filmkritik
- 2017: Nominierung für das Beste Spielfilmdebüt (Babai)
- 2021: Nominierung als Bester Spielfilm (Exil)
- 2021: Nominierung für das Beste Drehbuch (Exil)[16]

Sarajevo Film Festival
- 2020: Auszeichnung als Bester Film mit dem Heart of Sarajevo (Exil)[17]

Sundance Film Festival
- 2020: Nominierung im World Cinema Dramatic Competition (Exil)

Tirana International Film Festival
- 2010: Auszeichnung mit dem Jury Award	als Best Fiction Short Film (Der Schübling)